# Відрубані голови
«Відрубані голови» або «Всохлі голови» (англ. Shrunken Heads) — американський фільм жахів 1994 року.

## Сюжет
Троє друзів записують на відеокамеру, як члени банди обкрадають машину. Вони вирішують віднести плівку в поліцію. Дізнавшись про це, хулігани вбивають підлітків. Продавець коміксів містер Суматра, великий шанувальник гаїтянських чаклунських ритуалів, проникає в морг і відрізає голови Томмі, Біллі і Фредді, і приносить до себе додому. Він проводить обряд вуду, в результаті чого в засушених головах хлопців вони воскресають в образі духів. Тепер вони володіють надприродними здібностями і можуть помститися членам банди за свою смерть.

## У ролях
| Актор           | Роль           |
| --------------- | -------------- |
| Джуліус Гарріс  | містер Суматра |
| Мег Фостер      | Біг Мо         |
| Аерік Іган      | Томмі Ларсон   |
| Ребекка Гербст  | Саллі          |
| А.Дж. Дамато    | Вінні          |
| Бо Шарон        | Білл Тернер    |
| Дерріс Лав      | Фредді Томпсон |
| Бодхі Ельфман   | Бугер Мартін   |
| Трой Фромін     | Подовські      |
| Лі-Еллін Бейкер | Міці           |
| Пол Лінке       | містер Ларсон  |
| Біллі Рі Воллес | місіс Вілсон   |